# Município de Wayne (condado de Butler, Ohio)
O município de Wayne (em inglês: Wayne Township) é um município localizado no condado de Butler no estado estadounidense de Ohio. No ano de 2010 tinha uma população de 4.443 habitantes e uma densidade populacional de 46,82 pessoas por km².

## Geografia
O município de Wayne encontra-se localizado nas coordenadas 39° 31′ 34″ N, 84° 32′ 39″ O. Segundo a Departamento do Censo dos Estados Unidos, o município tem uma superfície total de 94.89 km², da qual 94.8 km² correspondem a terra firme e (0.09%) 0.08 km² é água.

## Demografia
Segundo o censo de 2010, tinha 4.443 habitantes residindo no município de Wayne. A densidade populacional era de 46,82 hab./km². Dos 4.443 habitantes, o município de Wayne estava composto pelo 98% brancos, o 0.38% eram afroamericanos, o 0.27% eram amerindios, o 0.14% eram asiáticos, o 0.02% eram insulares do Pacífico, o 0.11% eram de outras raças e o 1.08% pertenciam a duas ou mais raças. Do total da população o 0.72% eram hispanos ou latinos de qualquer raça.